# Coniocara
Coniocara is een geslacht van rechtvleugeligen uit de familie veldsprinkhanen (Acrididae). De wetenschappelijke naam van dit geslacht is voor het eerst geldig gepubliceerd in 1940 door Henry.

## Soorten
Het geslacht Coniocara  is monotypisch en omvat slechts de volgende soort:
- Coniocara rubropicta (Henry, 1940)